# Killing Fields (film)
Pour les articles homonymes, voir Killing Fields.
Ne pas confondre avec La Déchirure, dont le titre original est The Killing Fields.
Pour plus de détails, voir Fiche technique et Distribution.
Killing Fields  ou Terres de sang au Québec (Texas Killing Fields) est un film policier américain réalisé par Ami Canaan Mann et sorti en 2011.

## Synopsis
Dans les bayous du Texas, un policier local et un collègue new-yorkais enquêtent sur une série de 21 meurtres de femmes et tentent de retrouver une jeune fille enlevée par le tueur en série.

## Fiche technique
- Titre original : Texas Killing Fields
- Titre français : Killing Fields
- Titre québécois : Terres de sang
- Réalisation : Ami Canaan Mann
- Scénario : Don Ferrarone
- Direction artistique : Aran Mann
- Décors : Jonah Markowitz
- Costumes : Christopher Lawrence
- Photographie : Stuart Dryburgh
- Son :
- Montage : Cindy Mollo
- Musique : Dickson Hinchliffe
- Production : Michael Jaffe et Michael Mann
  - Production exécutive : Bill Block, Paul Hanson, Michael Ohoven, Ethan Smith et Justin Thomson
- Société(s) de production : Forward Pass, Gideon Productions, Infinity Media, QED International, Watley Entertainment
- Société(s) de distribution : Anchor Bay Films

Anchor Bay ()
- Budget : $
- Pays de production :  États-Unis
- Langue originale : anglais
- Format d'image : Couleur - 35 mm - 2,35:1 - Son Dolby numérique
- Genre cinématographique : Film policier, thriller
- Durée : 102 minutes
- Dates de sortie : 
  - Italie : 9 septembre 2011 (Mostra de Venise 2011)
  - États-Unis : 7 octobre 2011
  - France, Belgique : 28 décembre 2011

## Distribution

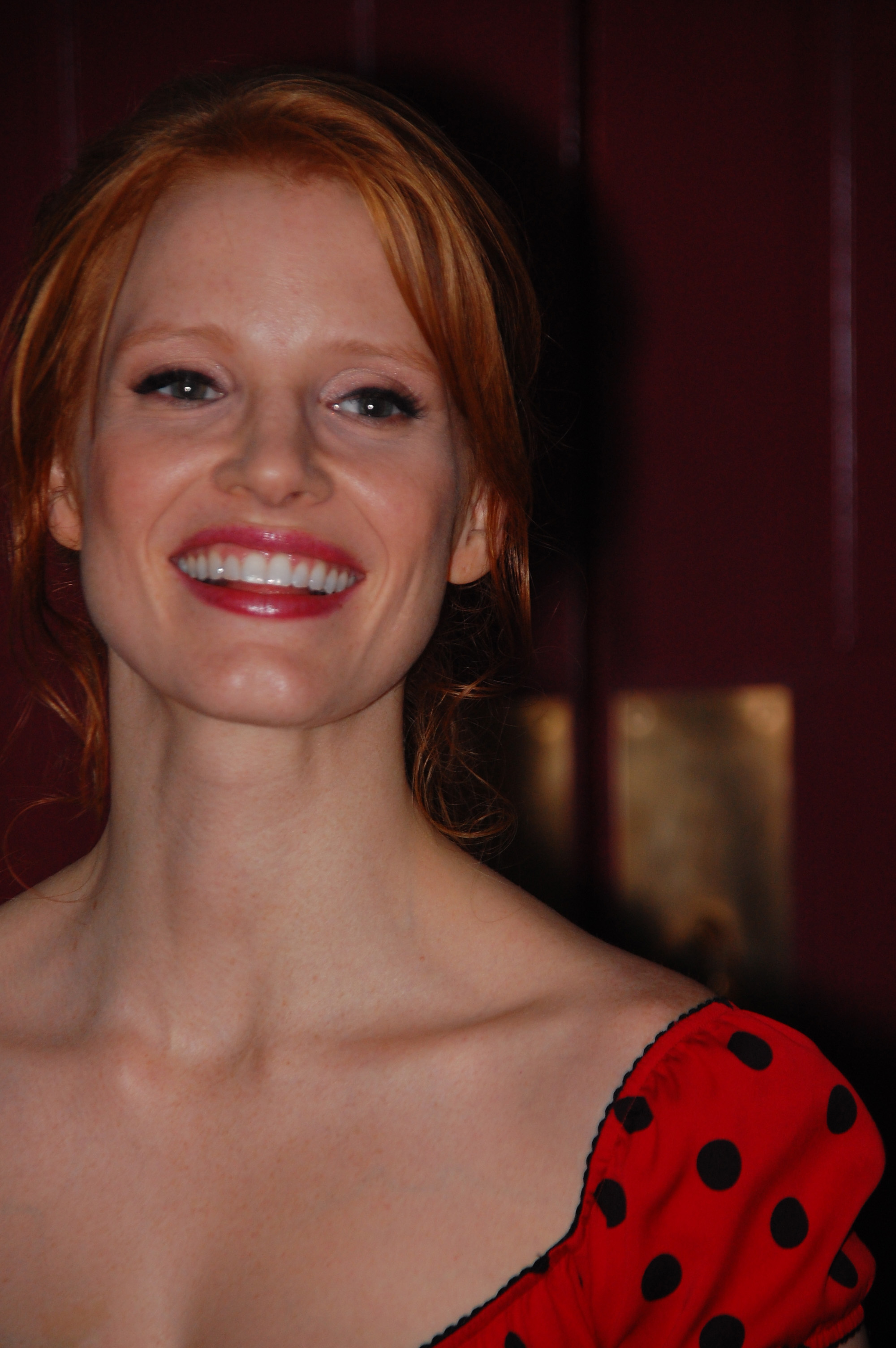
L'actrice Jessica Chastain, l'année de tournage du film.

- Sam Worthington (VF : Adrien Antoine ; VQ : Tristan Harvey) : Inspecteur Mike Sounder
- Jeffrey Dean Morgan (VF : Lionel Tua ; VQ : Benoît Rousseau) : Brian Heigh
- Jessica Chastain (VF : Virginie Ledieu ; VQ : Aline Pinsonneault) : Inspecteur Pam Stall
- Chloë Grace Moretz (VF : Lisa Caruso ; VQ : Ludivine Reding) : Anne Sliger
- Jason Clarke (VF : Jérôme Wiggins ; VQ : François Trudel) : Rule
- Annabeth Gish (VF : Véronique Augereau ; VQ : Élise Bertrand) : Gwen Heigh
- Sheryl Lee (VF : Dorothée Jemma) : Lucie Sliger
- Stephen Graham (VQ : Frédéric Paquet) : Rhino
- Marcus Lyle Brown : ?
- Jon Evez (VF : Thierry Desroses) : Levon
- James Hébert (VF : Vincent de Bouard) : Eugene Sliger
- Sean Michael Cunningham : Sean Heigh
- Donna Duplantier (VF : Marie-Christine Darah) : Riba
- Leanne Cochran (VF : Carole Gioan) : Lila
- Tony Bentley : Le capitaine Bender

Sources et légendes : version française (VF) sur RS Doublage ; version québécoise (VQ) sur Doublage.qc.ca

## Production

### Lieux de tournage
Sauf indication contraire, les informations mentionnées dans cette section peuvent être confirmées par la base de données cinématographiques IMDb,  présente dans la section « Liens externes ».
Le film a été tourné en Louisiane à Amite, à Shreveport et à La Nouvelle-Orléans.

## Bande originale
Sauf indication contraire, les informations mentionnées dans cette section peuvent être confirmées par le générique de fin de l'œuvre audiovisuelle présentée ici, ainsi que par la base de données cinématographiques IMDb,  présente dans la section « Liens externes ».
- Look on Down from the Bridge par Mazzy Star de 1996.
- Get It Right The First Time  par Kimber.
- Pure Bred and Country Fed par Mark Ham et Michael Brymer.
- Kiss Your Eyes par The Americans.
- When the Blaze Is Blue par The Americans.

Musiques non mentionnées dans le générique
Par Dickson Hinchliffe :
- The Fields, durée : 2 min 21 s.
- Texas City, durée : 1 min 15 s.
- Intruder, durée : 2 min 25 s.
- Little Anne, durée : 1 min 20 s.
- Refinery, durée : 2 min 39 s.
- Rain, durée : 2 min 37 s.
- The Ditch, durée : 3 min 29 s.
- Jump Rope, durée : 2 min 3 s.
- Taken, durée : 2 min 46 s.
- The Chase, durée : 4 min 19 s.
- Finding Little Anne, durée : 2 min 31 s.
- Stakeout, durée : 1 min 44 s.
- The Light, durée : 1 min 46 s.
- Searching, durée : 1 min 43 s.
- Coda, durée : 2 min 33 s.

Ainsi que :
- Tow Truck par The Americans.
- Twinkle, Twinkle, Little Star.

## Accueil

### Accueil critique
Sur l'agrégateur américain Rotten Tomatoes, le film récolte 37 % d'opinions favorables pour 46 critiques. Sur Metacritic, il obtient une note moyenne de 49⁄100 pour 17 critiques.
En France, le site Allociné propose une note moyenne de 2,6⁄5 à partir de l'interprétation de critiques provenant de 12 titres de presse.

## Distinctions

### Nominations
- Mostra de Venise 2011 : En compétition

## Autour du film
Il s'agit de la deuxième collaboration entre Sam Worthington et Jessica Chastain. Ils ont auparavant joué ensemble dans le film L'Affaire Rachel Singer (2011). Ils retrouveront également Jason Clarke sur le tournage du film Everest de Baltasar Kormákur pour Worthington, et Des hommes sans loi de John Hillcoat et Zero Dark Thirty de Kathryn Bigelow pour Chastain